# Alkména
Alkména (řecky Aλκμήνη, latinsky Alcmena) byla v řecké mytologii dcera mykénského krále Élektryóna a manželkou tírynthského krále Amfitryóna. Byla matkou velkého hrdiny Hérakla.
Byla proslulá krásou, takže není divu, co ji potkalo. V době kdy její manžel vyřizoval válečné záležitost na Krétě, nejvyšší bůh Zeus, vzal na sebe podobu Amfitryóna a vstoupil do její ložnice. Brzy nato se vrátil její manžel a byli také spolu. Když se poté narodila dvojčata, údajně první na svět přišel Héraklés, syn Diův a chvíli po něm Ífiklés, prý syn Amfitryónův. Celý život potom řešili otázku, zda Alkména byla či nebyla svému manželovi nevěrná.
Později byl Amfitryón zabit, stalo se to, když Hérakla doprovázel do jeho prvního boje. Alkména se provdala za Diova syna Rhadamantha, bývalého Héraklova učitele. Tím se stala švagrovou krétského krále Mínóa.

## Odraz v umění
Jako matka hrdiny Hérakla byla často umělecky zpracovávána. Nejznámější jsou:
- její mramorová socha asi ze 4. stol. př. n. l., dnes je v římském Palazzo Barberini
- římská kopie soch Alkmény je ve Vatikánském muzeu, také v Louvru i v Národním muzeu v Neapoli